# Фармакокинетика
Фармакокинетика (на старогръцки: φάρμακον, „лекарство“, „отрова“ и κινητικός, „подвижен“), съкратено ФК, е дял от фармакологията, който изследва движението на химичните субстанции в живия организъм. Веществата, които представляват интерес за ФК, са лекарства, храни, хормони и токсини.
Фармакокинетика често се изучава заедно с фармакодинамиката.

## Приложение
Фармакокинетиката включва изучаването на процесите резорбция, разпределение, биотрансформация и екскреция.
Резорбция е процес, по време на който веществата преминават от мястото на тяхното приложение до кръвната плазма.
Начините на приложение биват:
- Ентерален (през храносмилателния тракт):
  - Перорален (per os; през устата),
  - Сублингвален (sublingualis; под езика),
  - Ректален (per rectum).
- Парентерален:
  - Инжекционен – венозно, подкожно, артериално (рядко ползвано),
  - Инхалационен (през белите дробове),
  - Назален (чрез носната лигавица),
  - Кожен, локално чрез различни форми за приложение върху кожата – кремове, унгвенти, гелове, лосиони и др.
- Други.

## Разпределение
Разпределението е динамичен процес, който изследва разликите в концентрацията на субстанцията в кръвната плазма и междуклетъчната течност на различните органи.

### Биотрансформация (метаболизъм)
Представлява процеса на химично превръщане на веществата от организма. В резултат от тези промени молекулата може да се активира (предлекарства), намали или изгуби биологичен ефект. Разтворимостта във вода се увеличава с цел по-лесна елиминация от организма. Главни центрове за биотрансформация са черният дроб, бъбреците и белият дроб.

### Екскреция
Представлява елиминирането на веществото и неговите метаболити от организма. Главни пътища за екскреция са урината и жлъчката. Освен тях от значение са и стомашно-чревна, белодробна, майчино мляко, пот.